# Preactiniidae
Preactiniidae (England in England & Robson, 1984), talvolta indicata anche come  Preactiidae o Preactinidae, è una famiglia di celenterati antozoi dell'ordine Actiniaria nella superfamiglia Actinioidea..
In passato la famiglia apparteneva all'ordine Ptychodactiaria degli esacoralli, che è stato successivamente rimosso e inserito come sottordine nelle Actiniaria con il nome Ptychodacteae. Nel 2014 uno studio ha semplificato l'ordine Actiniaria portando alla eliminazione di alcuni sottordine e pertanto le famiglie appartenenti alle Ptychodacteae sono state assorbite dal sottordine Enthemonae..

## Descrizione
Le specie che compongono la famiglia sono molto simili e condividono una serie di attributi insoliti, tra cui mesenteri di ciascuna coppia fusi medialmente all'estremità prossimale dell'animale e vescicole tentacolate sulla colonna.

## Tassonomia
Secondo il World Register of Marine Species (WORMS), la famiglia è composta da due generi:
- Dactylanthus
- Preactis